# Niviaq Korneliussen
Niviaq Korneliussen, née le 27 janvier 1990 à Nanortalik, au Groenland, est une écrivaine inuite groenlandaise. Elle a été révélée par son roman Homo Sapienne, publié en 2014, en groenlandais, et en traduction danoise. 

## Biographie
Niviaq Korneliussen a  grandi à Nanortalik, une petite ville du sud du Groenland. Sa mère travaille pour le département des impôts du pays tandis que son père est principal d'une école. En 2009, à 18 ans, elle fait son coming out auprès de ses parents par SMS. Adolescente, elle écrit à plusieurs maisons d'édition pour obtenir des conseils d'écriture, mais ne reçoit aucune réponse. 
En 2012, elle gagne un concours de nouvelles mis en place par la maison groenlandaise Milik, avec une nouvelle nommée « San Francisco » mettant en scène cinq personnages LGBT. Peu après avoir gagné cette compétition, la maison d'édition lui propose de publier un de ses textes. Elle écrit son texte en trois semaines. 
Son premier roman, Homo Sapienne, raconte comment cinq jeunes hommes et femmes cherchent leur voie dans la difficile expression d'une liberté sexuelle et notamment le coming-out lesbien de Fia à Nuuk, la capitale du Groenland et de son frère, qui quitte le pays après avoir eu des relations  
"D'une écriture nerveuse, elle aborde les thèmes de la jeunesse et des questions de minorités sexuelles et de genre au Groenland actuellement dans ce roman choral à cinq voix."
→ "Avec une écriture nerveuse⁴, elle aborde dans ce roman choral à cinq voix les thèmes de la jeunesse ainsi que les questions de minorités sexuelles et de genre au Groenland⁶."
La jeunesse ainsi que les questions de minorités sexuelles et de genre au Groenland actuellement dans ce roman choral à cinq voix. Elle aborde aussi la violence domestique et l’alcoolisme. En novembre 2018, elle a vendu près de 3 000 exemplaires du roman en version originale, en groenlandais, un record pour le pays. Pour la publication danoise, elle le traduit elle-même. Après la publication, elle abandonne ses études de psychologie à l'Université du Groenland pour se concentrer sur l'écriture et la promotion de son ouvrage. 

## Œuvres

### Nouvelle
- San Francisco, 2012[9]

### Romans
- Homo Sapienne, 2014 Publié en français sous le titre Homo Sapienne, traduit du danois par Inès Jorgensen, Saguenay (Québec), Éditions La Peuplade, 2017, 232 p.  (ISBN 978-2-924519-58-5) ; réédition, Paris, 10/18 no 5515, 2020, 189 p.  (ISBN 978-2-264-07441-6)
- Naasuliardarpi, 2020 Publié en français sous le titre La Vallée des fleurs, traduit du danois par Inès Jorgensen, Saguenay (Québec), Éditions La Peuplade, 2022, 384 p.  (ISBN 978-2-925141-10-5) ; réédition, Paris, 10/18 no 5873, 2023, 336 p.  (ISBN 978-2-264-07441-6)

## Distinctions
- Gagnante du concours de nouvelles de la maison d'édition Milik publishing pour San Francisco[2].
- Nomination[10] pour le Grand prix de littérature du conseil Nordique en 2014. Son livre est utilisé dans l'enseignement dans plusieurs écoles du Groenland.